# Sergio Saldaño
Sergio Rodrigo Saldaño (Cafayate, 20 de abril de 1980) es un profesor de educación física y político argentino que actualmente se desempeña como senador provincial en representación del Departamento Cafayate en la Cámara de Senadores de la Provincia de Salta.

## Biografía
Nació el 20 de abril de 1980 y realizó sus estudios secundarios en el Colegio Secundario n.º 5043 de Cafayate. Luego estudiaría para profesor de educación física en el Instituto San Cayetano n.º 8.092 recibiendose en el año 2002. Luego realizaría distintas capacitaciones y posgrados en distintos lugares como CEDSa, la Universidad Católica de Salta y la Universidad Nacional de Tucumán.
Una vez recibido trabajó como guardavidas, entrenador personal y profesor en el mismo instituto en el cual se recibió.
Entre 2006 y 2011 sería el director de deportes de la Municipalidad de Cafayate.

## Carrera política
Su primera candidatura política se daría en el año 2013 dentro de las filas de la Unión Cívica Radical de Salta. Encabezó la lista de diputados provinciales de la UCR y logró 1.915 votos, no obtuvo la banca ya que Casimiro, el ganador, obtuvo 2.092 voluntades. 
En 2015 Saldaño sería candidato a concejal por su ciudad natal. En las elecciones PASO de ese año sería el segundo candidato más votado por detrás de René Condorí del Partido Kolina logrando un total de 1.598 votos que representaban el 20,97% de los votos válidos por detrás de los 23,52% de Condorí. En las elecciones general obtendría 1.670 votos que significaban el 19,92% de los votos válidos siendo el segundo espacio más elegido por los cafayateños por detrás de Kolina que respondía al intendente. En esa misma elección Saldaño sacó más votos que su candidato a intendente, Miguel Ernesto Nanni que había obtenido 970 votos y a su vez era el padre del en ese entonces senador provincial por el Departamento Cayate, Miguel Nanni hijo.
En el año 2017 Saldaño buscaría llegar a la Cámara de Senadores de la Provincia de Salta por la línea interna Un Cambio Radical de la Unión Cívica Radical. En las elecciones PASO de ese año debió enfrentarse en la interna a Ana Guerra que era la senadora en funciones del departamento luego de la renuncia de Miguel Nanni para asumir como diputado nacional. En las primarias Saldaño sería el candidato individual más votado de las elecciones con un total de 2.128 votos superando a Guerra que tenía 1.238 y al intendente Almeda con 1.582 votos que se había postulado de forma testimonial. En las generales Saldaño obtendría una banca como senador provincial al salir primero con 3.920 votos superando a Claudia Vargas de Un Cambio para Salta y al intendente Fernando Almeda que había salido tercero.
Durante el 2021 Saldaño fue expulsado de la Unión Cívica Radical a través del Tribunal de Disciplina ya que había caído en un acto de inconducta partidaria al formar parte del bloque Salta Tiene Futuro que respondía al gobernador Gustavo Sáenz en lugar de conformar un bloque de la UCR.
En ese mismo año se confirmó su candidatura a senador provincial, es decir que Sergio buscaría renovar su banca pero esta vez dentro de las filas del frente Unidos por Salta que respondía al gobernador Sáenz. Saldaño renovó su banca al lograr 4.258 votos y superar por más de treinta puntos porcentuales al intendente de Cafayate, Fernando Almeda, candidato del otro frente oficialista, Gana Salta.